# 旧东方

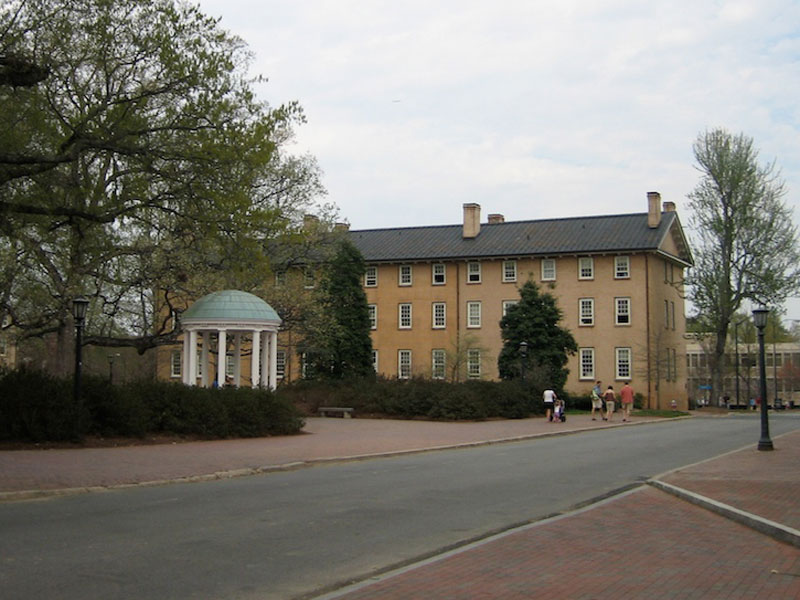
旧東方

旧东方（英語：Old East）位于北卡罗来纳大学教堂山的北校园，是美国最老的公立大学建筑物。

## 历史和现在
它的奠基石是1793年10月12日埋下的。一个世纪之后，10月12日被宣布是北卡罗来纳大学的生日。1996年，这座建筑宣布成为国家级历史地标。
如今，修葺一新的它仍然作为男女生住宅楼在被使用。

## 文化
老井和旧东方作为北卡罗来纳大学最早的建筑，一直都是该大学的象征。在北卡罗来纳州Blowing Rock艺术和历史博物馆收藏着一些以旧东方和老井为主题的画。